# Асеваль, Мигель
Мигель Анхель Асеваль Муньос (исп. Miguel Ángel Aceval Muñoz; 8 января 1983, Сантьяго, Чили) — чилийский футболист, защитник клуба «Сан-Антонио Унидо» и сборной Чили.

## Клубная карьера
Асеваль — воспитанник клуба «Коло-Коло». В 2001 году он дебютировал за основной состав в чилийской Примере. В 2002 году Мигель помог клубу выиграть чемпионат, а затем повторил этот успех ещё трижды. В 2007 году он был отдан в аренду в «О’Хиггинс». По окончании аренды, закончился и его контракт с «Коло-Коло» и Асеваль на правах свободного агента перешёл в «Уачипато». Отыграв год и не всегда попадая в стартовый состав Мигель покинул команду и подписал соглашение с «Унион Эспаньола». 15 февраля в матче против «Кобресаль» он дебютировал за новую команду. 19 апреля в поединке против «Сантьяго Морнинг» Мигель забил свой первый гол за «Унион Эспаньола».
В начале 2011 года Асеваль перешёл в «Универсидад де Консепсьон». 30 января в матче против своего бывшего клуба «Уачипато» он дебютировал за новую команду. 12 марта в поединке против «Аудакс Итальяно» Мигель забил свой первый гол за «Универсидад де Консепсьон».
В начале 2012 года Асеваль присоединился к канадскому «Торонто». 18 марта в матче против «Сиэтл Саундерс» он дебютировал в MLS. 29 марта в поединке Лиги чемпионов КОНКАКАФ против мексиканского «Сантос Лагуна» Мигель забил свой первый гол за «Торонто». В составе клуба он стал победителем первенства Канады. Летом 2012 года Асеваль вернулся в «Уачипато». В том же сезоне Мигель стал чемпионом. В 2013 году в матчах Кубка Либертадорес против венесуэльского «Каракаса» и бразильского «Гремио» он забил по голу.
В начале 2014 года Мигель подписал контракт с «Курико Унидо». 19 января в матче против «Сантьяго Морнинг» он дебютировал в Примере B. 24 августа в поединке против «Лота Швагер» Асеваль забил свой первый гол за «Курико Унидо». Летом 2015 года Мигель перешёл в «Депортес Темуко». 26 июля в матче против «Иберия Лос-Анхелес» он дебютировал за новую команду. 13 сентября в поединке против «Магальянес» Асеваль забил свой первый гол за «Депортес Темуко». По итогам сезоне он помог клубу выйти в элиту.
После вылета клуба во второй дивизион в 2018 году Асеваль играет за «Сан-Антонио Унидо» в Сегунде.

## Международная карьера
4 сентября 2011 года в товарищеском матче против сборной Мексики Асеваль дебютировал за сборную Чили.

## Достижения
Командные
 «Коло-Коло»
- Чемпионат Чили по футболу — Клаусура 2002
- Чемпионат Чили по футболу — Апертура 2006
- Чемпионат Чили по футболу — Клаусура 2006
- Чемпионат Чили по футболу — Клаусура 2007

 «Торонто»
- Первенство Канады по футболу — 2012

 «Коло-Коло»
- Чемпионат Чили по футболу — Клаусура 2012